# Again (倖田來未の曲)
「again」（アゲイン）は、日本の歌手・倖田來未の10作目の配信限定シングル。2019年10月30日に配信された。

## 解説
前作、『GET NAKED』からわずか1週間のリリースである。
本作は、ラブバラードとなっており、想いを伝えられなかった後悔と変わらぬ愛を歌った内容となっている。倖田は「難しかった。いわゆる“倖田來未”節の歌いまわしを入れづらい曲で、歌いかたのクセが強いタイプなった」とストレートに聴こえるようにこだわっており、「『again』ってタイトルゆえの演出。そんな意味でも、王道メロディーのバラードになった」としている。
ミュージック・ビデオは、19thシングル「you」や、37thシングル「愛のうた」へのオマージュを盛り込んだ物となっており、都会の夜景を舞台に倖田が歌い上げる内容と仕上がっている。

## 楽曲
1. again [5:17]
作詞：KODA KUMI
作曲：2SB

## 収録アルバム
- 『re(CORD)』
- 『BEST 〜2000-2020〜』

## 収録ライブ映像
- 『KODA KUMI 19TH → 20TH ANNIVERSARY EVENT』(Part 2)
  - 『KODA KUMI LIVE TOUR 2019 re(LIVE) -Black Cherry- & -JAPONESQUE-』(ファンクラブ限定盤)